# Dīn-i Ilāhī

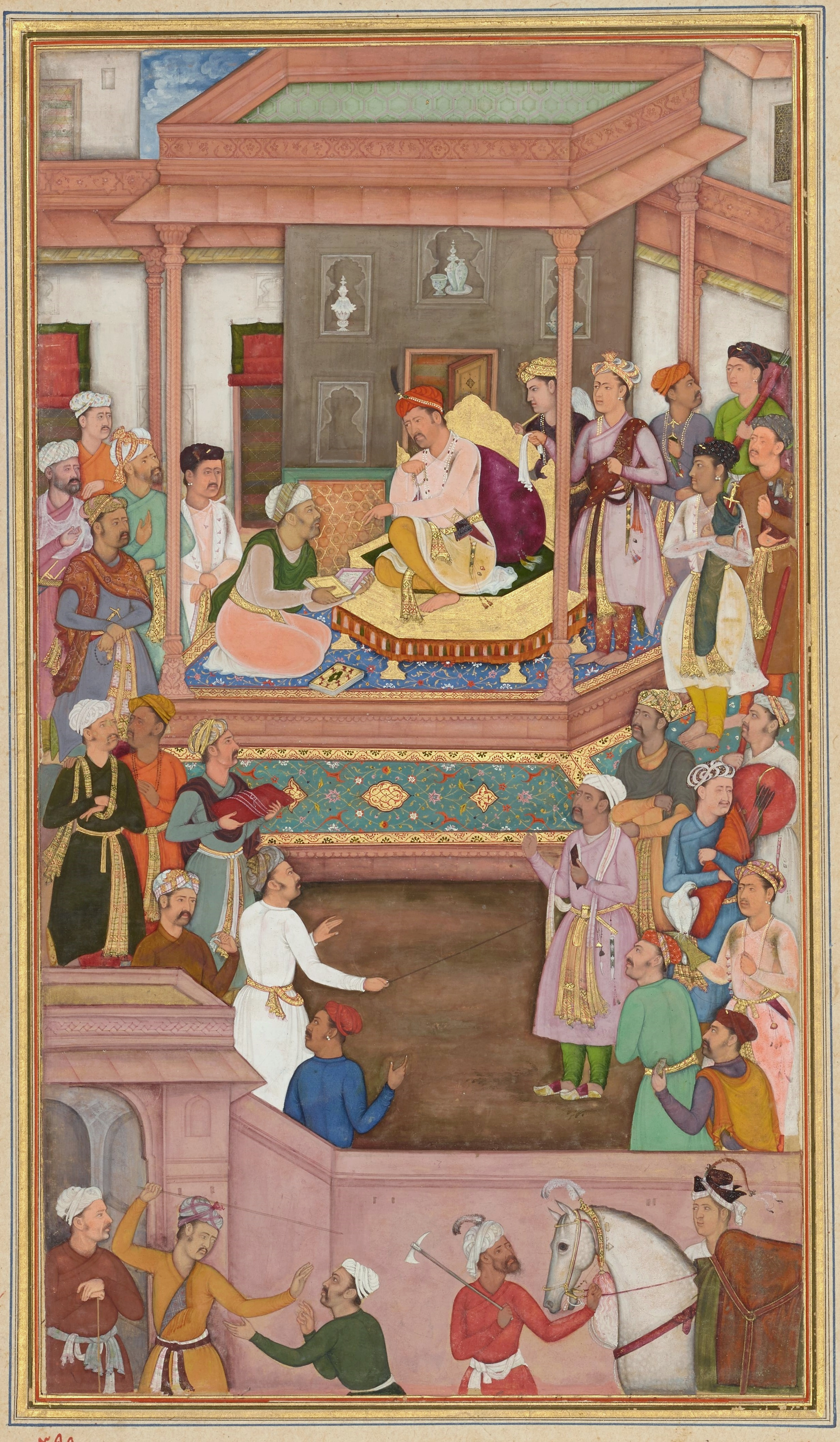
Abu'l-Fazl, một trong những môn đệ của "Tôn giáo Thánh thần", đang dâng quyển Kinh của Akbar (Akbarnama) cho Hoàng đế Akbar.

Dīn-i Ilāhī (tiếng Ba Tư: دین الهی, tạm dịch "Tôn giáo Thánh thần") là một tôn giáo dung hợp do hoàng đế Mogul là Akbar I khởi xướng vào năm 1582, với mục đích là tổng hợp các tinh túy của những tôn giáo hiện tồn tại trong đế quốc và thông qua đó dung hòa những sai biệt của dân chúng dưới quyền cai trị của ông. Nội dung của tôn giáo này chủ yếu lấy từ Hồi giáo và Ấn Độ giáo, nhưng một số yếu tố cũng lấy từ Kitô giáo, Jaina giáo, và Hỏa giáo. "Tôn giáo Thánh thần" bắt nguồn từ chính sách hòa hợp tôn giáo do Akbar khởi xướng. Một trong những biện pháp giúp hòa giải tôn giáo của Akbar là tổ chức các buổi tranh luận công khai giữa các giáo phái và trường phái triết lý khác nhau, nổi bật nhất là các buổi thảo luận tại "Tòa nhà Thờ phượng" (''Ibādat Khāna'') được xây dựng tại Fatehpur Sikri vào năm 1575. Từ các cuộc tranh luận đó, Akbar kết luận là mỗi tôn giáo đều có ưu lẫn khuyết điểm, và vì vậy ông đã thành lập một "tôn giáo Thánh thần" (Dīn-i Ilāhī) vào năm 1582, với nội dung tổng hợp những tinh túy của nhiều giáo phái khác nhau.
"Tôn giáo Thánh thần" nghiêm cấm tham, sân, si, ác khẩu, kiêu căng, cho đó là tội lỗi. Ngoan đạo, cẩn trọng, kiêng khem và tử tế là các đặc tính đạo đức cốt lõi. Cầu nguyện và thờ phượng Thượng đế là cần thiết để làm thanh tịnh tâm hồn. Sống độc thân là điều được khuyến khích, và giết hại thú vật bị cấm. Tôn giáo này không có thứ bậc, giáo phẩm và cũng không có kinh sách gì. Người theo đạo cũng không cần nghi thức rườm rà, và khi gặp nhau phải gọi to tên của Akbar để chào nhau. Akbar xem đây là tín ngưỡng cá nhân và không chủ tâm truyền bá tôn giáo này, nên số tín đồ không đông. Theo Dabestān-e Mazāheb của Mubad Shah (Mohsin Fani), tôn giáo này tiếp tục tồn tại sau khi Akbar qua đời. Tuy nhiên số tín đồ không vượt quá 19 người.. Tôn giáo mới của Akbar đã hứng chịu sự chỉ trích từ một số học giả Hồi giáo, ví dụ như Qadi xứ Bengal và học giả phái Sufi là Ahmad Sirhindi. Họ cho rằng đây là sự báng bổ đối với đạo Hồi.